# Cmentarz Třeboradicki
Cmentarz Třeboradicki (czes. Třeboradický hřbitov) – cmentarz położony w stolicy Czech w dzielnicy Praga 9 Třeboradice przy ulicy Mezi Hřbitovy, jest przeznaczony do pochówków zmarłych z osiedli Třeboradice, Čakovice, Letňany i Miškovice.

## Historia
Nekropolia powstała po likwidacji cmentarza przykościelnego parafii Najświętszej Marii Panny przy ulicy Slaviborské náměstí. Obecnie jest podzielona na część północną i południową, pomiędzy nimi przebiega ulica. 

### Część północna
Najstarsze są wschodnie kwatery położone w części północnej, przylegają do ulicy Bělomlýnská przy której znajduje się brama główna. Z kwaterami od strony zachodniej sąsiaduje kolumbarium dla pochówków urnowych. Również w części północnej znajduje się kaplica pogrzebowa, a przed nią drewniany krzyż upamiętniający zmarłych w latach 1910-1940 mieszkańców wsi Mirovice. 

### Część południowa
Przy głównym wejściu do części południowej znajduje się niewielkie pole urnowe, kaplica jest położona przy murze od strony ulicy Schöellerovej. W północnych kwaterach znajduje się miejsce spoczynku zarządców cukrowni Čakovice oraz architekta Emila Rabbita.